# Philharmostes cribrarius
Philharmostes cribrarius is een keversoort uit de familie Hybosoridae. De wetenschappelijke naam van de soort is voor het eerst geldig gepubliceerd in 1903 door Fairmaire.